# Telesfor Kostanecki
Telesfor Kostanecki (ur. 5 stycznia 1772, zm. 21 sierpnia 1813 k. Bosdorf) – oficer wojen napoleońskich, porucznik Legii Naddunajskiej, kapitan adiutant-major regimentu kawalerii Józefa Grabińskiego (1802), mianowany 12 lipca 1807 szefem szwadronu, w latach 1808–1813 w sztabie pułku Lansjerów Nadwiślańskich, pierwszy dowódca 4 pułku Ułanów Księstwa Warszawskiego w randze pułkownika.
Jak większość oficerów polskich średniego szczebla, służących u boku Napoleona, Telesfor Kostanecki pochodził z drobnej szlachty. Do wojska zaciągnął się prawdopodobnie w 1788 roku. Brał udział w wojnie polsko-rosyjskiej 1792. Po upadku Insurekcji kościuszkowskiej wrócił do rodzinnej miejscowości. Do wojska wstąpił ponownie w 1799 na wieść o tworzeniu Legionów polskich we Włoszech. Wiosną 1800 roku wstąpił do nowo utworzonej Legii Naddunajskiej, z którą odbył kampanię w południowych Niemczech. Za zasługi w wojnie z II koalicją, w szczególności za męstwo w bitwie pod Hohenlinden (3 grudnia 1800) udekorowany został 29 maja 1808 krzyżem kawalerskim Legii Honorowej. Z okresu wojen w Hiszpanii wspomina go w swoich pamiętnikach Kajetan Woyciechowski. Odznaczył się między innymi w potyczce pod Yevenes, 24 marca 1809, kiedy to lancą wyciął sobie drogę przez atakujące go 7 pułków kawalerii carabiñeros reales i w ten sposób ocalił swój szwadron od zagłady. Po bitwie pod Albuerą, 16 maja 1811, w której "szczególnie się wyróżnił", marszałek Soult wystąpił do Napoleona - ze skutkiem pozytywnym - o przyznanie mu tytułu oficera Legii Honorowej. W czasie kampanii rosyjskiej pozostawał na służbie w Hiszpanii. Poległ w potyczce pod wsią Bosdorf niedaleko Wittenbergi w kampanii 1813 roku, śmiertelnie raniony kulą armatnią. Historyk Stanisław Kirkor nazwał go "jednym z najlepszych dowódców jazdy polskiej".